# 368
368 (CCCLXVIII) fue un año bisiesto comenzado en martes del calendario juliano, en vigor en aquella fecha.
En el Imperio romano, el año fue nombrado como el del consulado de Augusto y Valente, o menos comúnmente, como el 1121 Ab urbe condita, adquiriendo su denominación como 368 a principios de la Edad Media, al establecerse el anno Domini.

## Acontecimientos
- 11 de octubre: en Nicea (Turquía) sucede un terremoto. Algunos días después hubo otro terremoto en el Helesponto.[1]
- En Inglaterra, Teodosio I expulsa a los sajones, pictos y escotos de Britania y crea la provincia de Valentia.
- Valentiniano I realiza en Tréveris campañas contra los germanos.

## Nacimientos
- Filostorgio, historiador bizantino.

## Fallecimientos
- Cesáreo de Nacianzo, médico y político de Capadocia.